# Idaho County
Idaho County ist ein County im Bundesstaat Idaho der Vereinigten Staaten. Der Verwaltungssitz ist Grangeville. Das Idaho County ist das flächenmäßig größte County Idahos.

## Geographie
Das County liegt im mittleren Nordwesten von Idaho und bedeckt eine Fläche von 22.021 Quadratkilometern; davon sind 46 Quadratkilometer Wasserflächen. Es grenzt im Uhrzeigersinn an folgende Countys: Clearwater County, in Montana an das Missoula County und Ravalli County, Lemhi County, Valley County, Adams County, in Oregon an das Wallowa County, Nez Perce County und Lewis County.

## Geschichte
Das Idaho County wurde im Jahre 1861 als Teil des Washington-Territoriums gebildet.
Am 4. Februar 1864 wurde durch die neue gesetzgebende Verwaltung des Idaho-Territoriums durch Reorganisation das Idaho County gegründet. Von 1864 bis 1875 war der Ort Florence Verwaltungssitz des Countys, von 1875 bis 1902 war es Mount Idaho, ab 1902 dann Grangeville. Benannt wurde das Idaho County nach einem Dampfschiff mit dem Namen „Idaho“, das den Columbia River befuhr.
37 Bauwerke und Stätten des Countys sind im National Register of Historic Places eingetragen.

## Demografie
Am 1. Juli 2005 lebten im Idaho County 15.697 Menschen.

### Altersstruktur
| Bevölkerung | Jahre   | Anteil |
| ----------- | ------- | ------ |
| unter       | 18      | 25,0 % |
| von         | 18 – 24 | 6,3 %  |
| von         | 25 – 44 | 23,3 % |
| von         | 45 – 64 | 28,4 % |
| über        | 65      | 17,0 % |

Das durchschnittliche Alter betrug 42 Jahre.

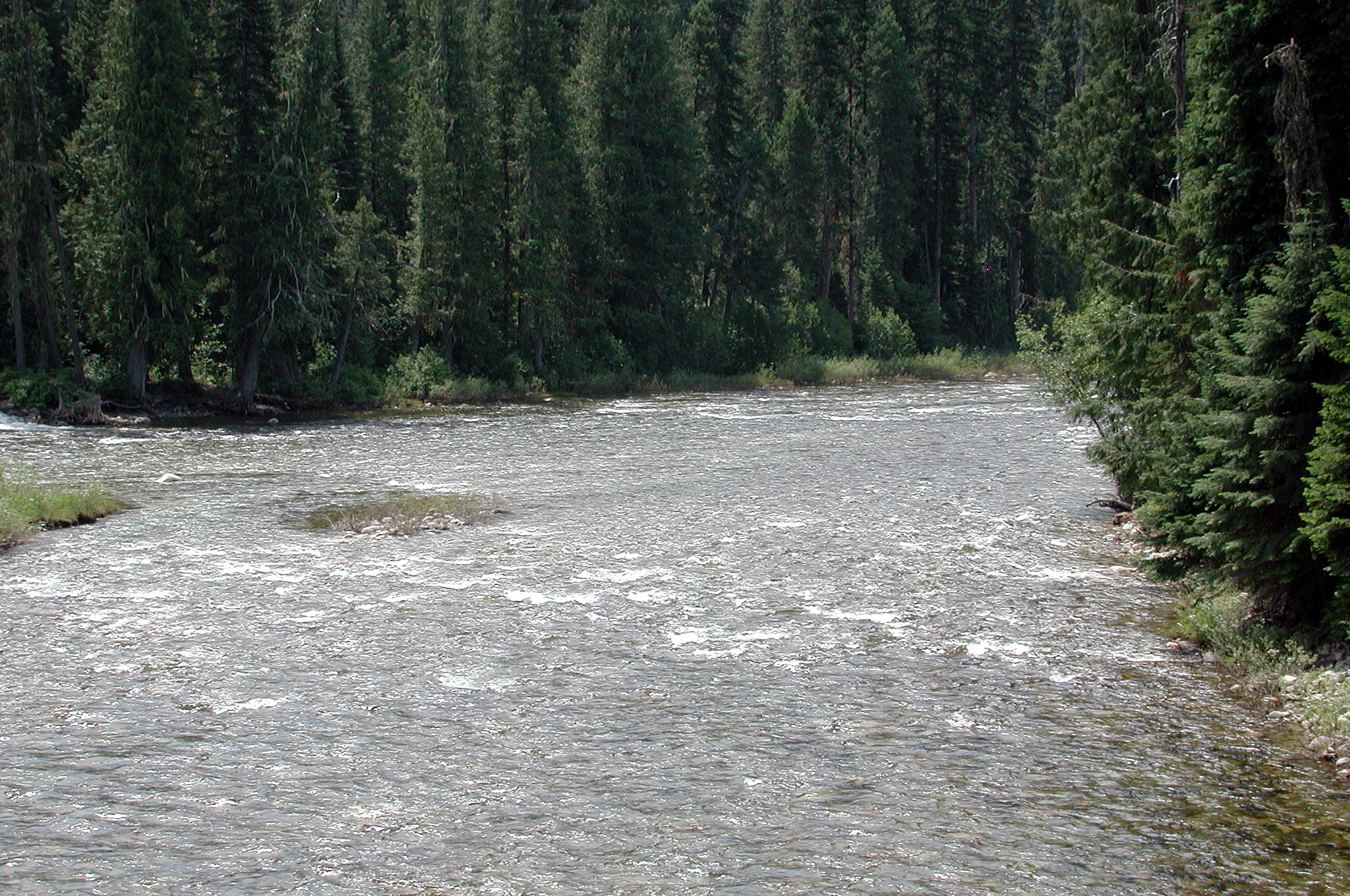
Einmündung des Selway in den Lochsa
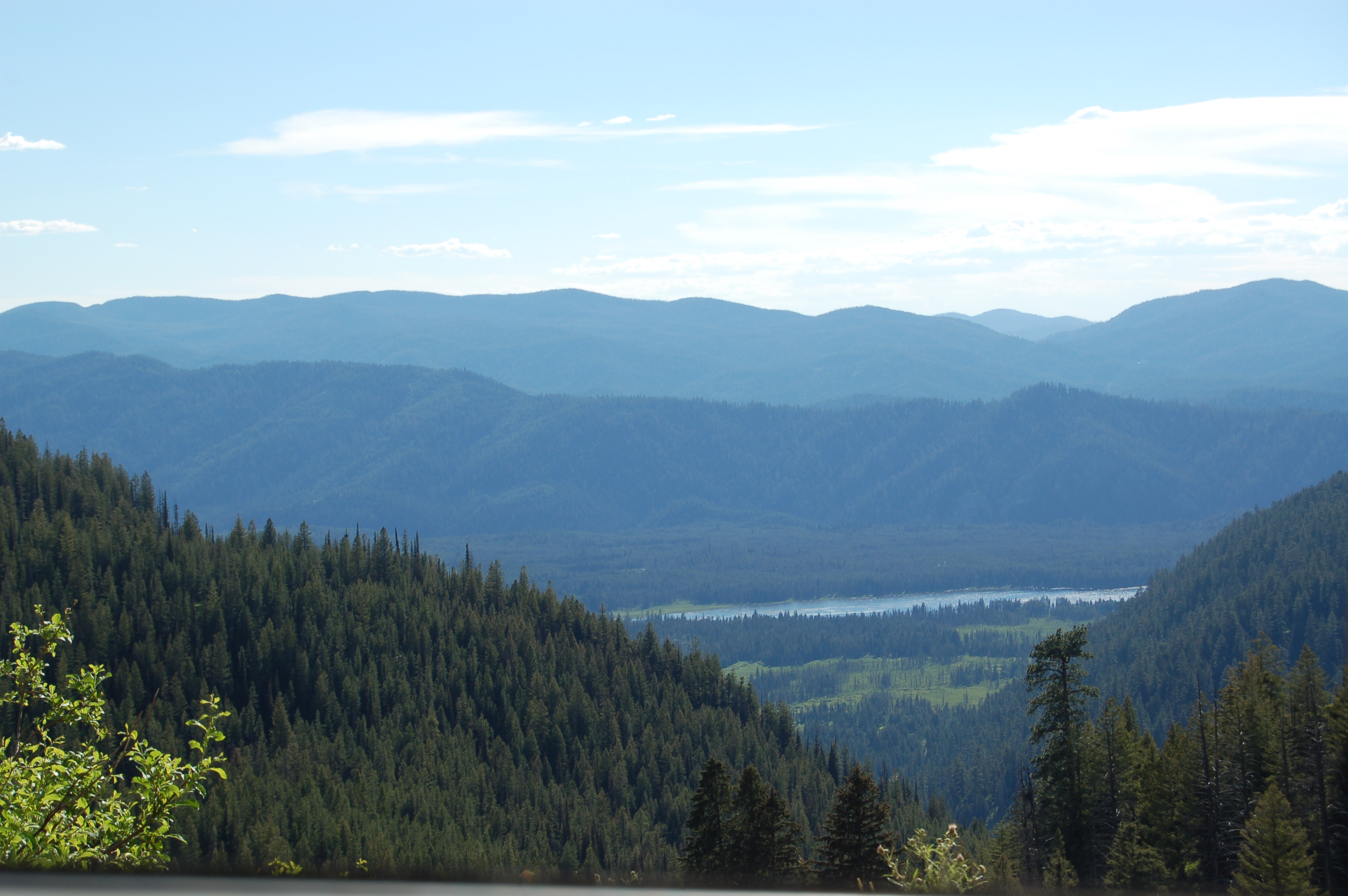
Warm Lake

## Orte im County
- Cottonwood
- Elk City
- Ferdinand
- Grangeville
- Kooskia
- Stites
- Warren
- White Bird